# مهراب قاسم‌خانی
مهراب قاسم‌خانی (زادهٔ ۱۶ آذر ۱۳۵۰) نویسنده و طراح صحنهٔ ایرانی است. او فیلم‌نامه‌نویسی را به طور حرفه‌ای از سال ۱۳۷۸ در تلویزیون شروع کرد و با نویسندگی در مجموعه‌های طنزی مانند پاورچین، شب‌های برره، باغ مظفر، مرد هزار چهره و ساختمان پزشکان به شهرت رسید.

## زندگی شخصی
مهراب قاسم‌خانی ۱۶ آذر ۱۳۵۰ در خانواده‌ای ترک در تهران متولد شد. او دو بار ازدواج کرده‌است. حاصل ازدواج اولش یک دختر به نام نیروانا است. پس از جدایی از همسر اولش، وی برای بار دوم در سال ۱۳۸۳ با شقایق دهقان ازدواج کرد. حاصل این ازدواج پسری به نام نویان است. او در سال ۱۳۹۷ با شقایق دهقان متارکه کرد.

## فعالیت در تلویزیون
فعالیت جدی‌اش در صدا و سیما را در سال ۱۳۷۸ و با برنامه ببخشید شما؟ که برنامه‌ای طنز به کارگردانی مهران مدیری بود آغاز نمود. اما به گفته خود او اوج کارهای هنری‌اش به مجموعه تلویزیونی پاورچین برمی‌گردد. در زمستان ۱۳۸۲ تا بهار ۱۳۸۳ مجموعه طنز نقطه‌چین را با نوشته‌های خود یاری رساند.
پس از آن در پاییز و زمستان همان سال به همراه برادر خود پیمان قاسم‌خانی و شقایق دهقان، مهدی مظلومی را در ساخت طنز کمربندها را ببندیم همراهی کرد.
پس از مدتی در پاییز و زمستان ۱۳۸۴ از فیلم‌نامه‌نویسان شب‌های برره شد و سال ۱۳۸۵ را با باغ مظفر به پایان رساند.
کار بعدی او در تلویزیون نیز مجدداً همکاری با پیمان قاسم‌خانی در نوشتن فیلمنامه سریال مرد هزار چهره به کارگردانی مهران مدیری بود که نوروز۱۳۸۷ از تلویزیون پخش شد. وی در تابستان و پاییز ۱۳۸۸ سریال مسافران را به کارگردانی رامبد جوان روی آنتن داشت.
یکی از موفق‌ترین کارهای مهراب، سریال ساختمان پزشکان به کارگردانی سروش صحت بود که تابستان ۱۳۹۰ از شبکه سوم سیما پخش شد.
آخرین کار پخش شده از او سریال پژمان به کارگردانی سروش صحت است.
در سال ۱۳۹۵ وی با کارگردانی و نویسندگی در مجموعهٔ دورهمی پس از چند سال ممنوع‌الکاری در تلویزیون به تلویزیون برگشت ولی به دلیل مشکلاتی از نوشته شدن اسم او در تیتراژ ممانعت شد. پس از پخش ۱۲ قسمت از این مجموعه، وی حتی از ورود به لوکیشن مجموعه نیز منع شد.

### شب‌های برره
مهراب به همراه برادرش پیمان قاسم‌خانی نویسندگی شب‌های برره را بر عهده داشتند. اوایل سال ۱۳۸۴، مهران مدیری، محسن چگینی و برادران گلیان پیشنهاد ساخت مجموعهٔ جدیدی را به برادران قاسم خانی دادند و از آنها خواستند که طرحی برای انجام این پروژهٔ جدید ارائه دهند. پیمان برای اینکار دو ماه از صاحبان پروژه وقت گرفت. به گفتهٔ مهراب، «دو ماه تمام خوردیم و خوابیدیم و هیچ کاری نکردیم» و صرفاً در روز موعود و در راه رفتن به جلسه دو برادر با هم یک طرح کلی برای اینکار ساختند. طرح پیشنهادی پذیرفته شد و سریال شب‌های برره ساخته شد.

### پژمان
پس از کسب موفقیت قابل توجه سریال پژمان، تهیه‌کنندگان این مجموعه به فکر ساخت فصل دوم این سریال یا حتی یک فیلم سینمایی با این موضوع افتادند. نویسندگی این پروژه زیر نظر مهراب قاسمخانی و به کارگردانی سروش صحت انجام شد.

### نقطه‌چین
مهراب قاسم خانی و همسرش از نویسندگان اصلی سریال نقطه‌چین بودند اما در این سریال برادرش پیمان که در سریال قبلی به عنوان سرپرست نویسندگان حضور داشت، تنها یک قسمت را نوشت که در آن قسمت داستان سریال از فضای کارآگاهی خارج شد.

## فعالیت در سینما
او در سال ۱۳۸۸ به همراه برادرش پیمان قاسم خانی فیلمنامه سن پطرزبورگ را برای بهروز افخمی نوشت. وی همچنین نقش کوتاهی در فیلم سینمایی خوب، بد، جلف ایفا نمود.

## آثار
| سال     | نام                      | کارگردان                   | سمت                               |
| ------- | ------------------------ | -------------------------- | --------------------------------- |
| ۱۴۰۱    | روزی روزگاری مریخ        | پیمان قاسم‌خانی، محسن چگینی | فیلم‌نامه‌نویس، بازیگر، طراح صحنه   |
| ۱۳۹۹    | خوب، بد، جلف: رادیواکتیو | پیمان قاسم‌خانی، محسن چگینی | فیلم‌نامه‌نویس                      |
| ۱۳۹۸    | جوجه تیغی                | مستانه مهاجر               | بازیگر                            |
| ۱۳۹۷    | جهان با من برقص          | سروش صحت                   | بازیگر                            |
| ۱۳۹۷    | ناگهان درخت              | صفی یزدانیان               | بازیگر                            |
| ۱۳۹۵    | خوب، بد، جلف             | پیمان قاسم‌خانی             | بازیگر                            |
| ۱۳۹۵    | دورهمی                   | مهران مدیری                | فیلم‌نامه‌نویس، کارگردان (تا مقطعی) |
| ۱۳۹۴    | شمعدونی                  | سروش صحت                   | طراح صحنه                         |
| ۱۳۹۲    | شرف خانواده فاضل         | نیما جاویدپور              | فیلم‌نامه‌نویس                      |
| ۱۳۹۲    | پژمان                    | سروش صحت                   | فیلم‌نامه‌نویس                      |
| ۱۳۹۱    | دزد و پلیس               | سعید آقاخانی               | فیلم‌نامه‌نویس                      |
| ۱۳۸۹    | ساختمان پزشکان           | سروش صحت                   | فیلم‌نامه‌نویس، طراح صحنه           |
| ۱۳۸۸    | مسافران                  | رامبد جوان                 | فیلم‌نامه‌نویس                      |
| ۱۳۸۸    | سن پطرزبورگ              | بهروز افخمی                | فیلم‌نامه‌نویس                      |
| ۱۳۸۷    | مرد هزار چهره            | مهران مدیری                | فیلم‌نامه‌نویس                      |
| ۱۳۸۶    | گنج مظفر                 | مهران مدیری                | فیلم‌نامه‌نویس                      |
| ۱۳۸۵    | باغ مظفر                 | مهران مدیری                | فیلم‌نامه‌نویس                      |
| ۱۳۸۴    | شب‌های برره               | مهران مدیری                | فیلم‌نامه‌نویس، طراح صحنه           |
| ۱۳۸۳    | کمربندها را ببندیم       | مهدی مظلومی                | فیلم‌نامه‌نویس                      |
| ۱۳۸۲–۸۳ | نقطه‌چین                  | مهران مدیری                | فیلم‌نامه‌نویس                      |
| ۱۳۸۲    | باغچه مینو               | رضا صفدری                  | فیلم‌نامه‌نویس                      |
| ۱۳۸۱    | پاورچین                  | مهران مدیری                | فیلم‌نامه‌نویس، طراح صحنه           |
| ۱۳۸۱    | بدون شرح                 | مهدی مظلومی                | فیلم‌نامه‌نویس                      |
| ۱۳۷۸    | پلاک ۱۴                  | مهران مدیری                | فیلم‌نامه‌نویس                      |
| ۱۳۷۸    | ببخشید شما               | مهران مدیری                | فیلم‌نامه‌نویس، طراح صحنه           |
| ۱۳۷۴    | عاشقانه                  | علیرضا داوودنژاد           | طراح لباس                         |